# Front Line Assembly
Front Line Assembly é uma banda de rock industrial e metal industrial canadense formada em 1986 por Bill Leeb e Michael Balch.

## Discografia
| Título                      | Lançamento | Produtora            | Formato  | Nota                                                              |
| --------------------------- | ---------- | -------------------- | -------- | ----------------------------------------------------------------- |
| Nerve War                   | 1986       | Lançamento próprio   | Cassette | Limitado (50-100) lançados, três versões.                         |
| Total Terror                | 1986       | Lançamento próprio   | Cassette |                                                                   |
| The Initial Command         | 1987       | KK/Third Mind        | CD       |                                                                   |
| State of Mind               | 1988       | Dossier/Third Mind   | CD       |                                                                   |
| Corrosion                   | 1988       | Third Mind/Wax Trax! | 12" EP   | Re-lançado como parte da Convergence e depois Corroded Disorder.  |
| Disorder                    | 1988       | Third Mind/Wax Trax! | 12" EP   | Re-lançado como parte da Convergence e depois Corroded Disorder.  |
| Convergence                 | 1988       | Third Mind/Wax Trax! | CD       | Novo material com mais faixas de ambos > Corrosion e Disorder EP. |
| Gashed Senses And Crossfire | 1989       | Third Mind/Wax Trax! | CD       |                                                                   |
| Caustic Grip                | 1990       | Third Mind/Wax Trax! | CD       |                                                                   |
| Tactical Neural Implant     | 1992       | Third Mind           | CD       |                                                                   |
| Millennium                  | 1994       | Roadrunner           | CD       | Primeiro e único álbum RoadRunner.                                |
| Corroded Disorder           | 1995       | Offbeat/Cleopatra    | CD       | Novo material com mais faixas de ambos > Corrosion e Disorder EP. |
| Hard Wired                  | 1995       | Offbeat              | CD       | Também lançado em uma edição limitada duplo CD.                   |
| Live Wired                  | 1996       | Offbeat              | CD       | Duplo álbum ao vivo / VHS.                                        |
| [FLA]vour of the Weak       | 1997       | Offbeat/Metropolis   | CD       | Primeiro lançamento Metropolis.                                   |
| Re-wind                     | 1998       | Offbeat/Metropolis   | CD       | Álbum remixado.                                                   |
| Implode                     | 1999       | Metropolis           | CD       |                                                                   |
| Epitaph                     | 2001       | Metropolis           | CD       |                                                                   |
| Civilization                | 2004       | Metropolis           | CD       |                                                                   |
| Artificial Soldier          | 2006       | Metropolis           | CD       | #19 - Billboard's Top Electronic Albums                           |
| Fallout                     | 2007       | Metropolis           | CD       | Remixes                                                           |

### Singles
| Título                   | Lançamento | Produtora                          | Nota                                        |
| ------------------------ | ---------- | ---------------------------------- | ------------------------------------------- |
| Digital Tension Dementia | 1988       | Third Mind/Wax Trax!               | #45 - Billboard's Hot Dance Music/Club Play |
| No Limit                 | 1989       | Third Mind/Wax Trax!               |                                             |
| Iceolate                 | 1990       | Third Mind/Wax Trax!               | Melody Maker 'Single Of The Month'          |
| Provision                | 1990       | Melody Maker 'Single Of The Month' |                                             |
| Vírus                    | 1991       |                                    |                                             |
| Mindphaser               | 1992       |                                    |                                             |
| The Blade                | 1992       |                                    |                                             |
| Millennium               | 1994       | Roadrunner                         |                                             |
| Surface Patterns         | 1995       | Roadrunner                         |                                             |
| Circuitry                | 1995       |                                    |                                             |
| Plasticity               | 1996       |                                    |                                             |
| Colombian Necktie        | 1997       | Offbeat/Metropolis                 |                                             |
| Comatose                 | 1998       | Offbeat/Metropolis                 |                                             |
| Prophecy                 | 1999       | Metropolis                         |                                             |
| Fatalist                 | 1999       | Metropolis                         |                                             |
| Everything Must Perish   | 2001       | Metropolis                         | Lançado em 11 de Setembro de 2001           |
| Maniacal                 | 2003       | Metropolis                         | #15 - Billboard's Hot Dance Singles         |
| Vanished                 | 2004       | Metropolis                         |                                             |

### Videos
| Título        | Lançamento | Produtora          | Créditos                                                                              |
| ------------- | ---------- | ------------------ | ------------------------------------------------------------------------------------- |
| Body Count    | 1988       | Third Mind Records | Produtor: Third Mind Records. Diretor: Todd Taylor                                    |
| Iceolate      | 1990       | Third Mind Records | Produtor: H-Gun Labs, Chicago. Diretor: Eric Koziol                                   |
| Vírus         | 1991       | Third Mind Records | Produtor: Plasma, Gary Blair Smith. Diretor: Jim VanBebber, Bill Leeb                 |
| Mindphaser    | 1992       | Third Mind Records | Produtor: Plasma, Gary Blair Smith. Diretor: Robert Lee. Editors: R.Chong, B.Morrison |
| The Blade     | 1992       | Third Mind Records | Produtor: Dean English. Diretor: Bill Morrison                                        |
| Laughing Pain | 1992       | Third Mind Records | Produtor and Director: Rod Chong, Bill Morrison                                       |
| Millennium    | 1994       | Roadrunner Records | Produtor: Lara Schwartz. Diretor: Eric Zimmerman                                      |
| Plasticity    | 1996       | Metropolis Records | Produtor: Reallife, Ulf Buddensieck. Diretor: Rod Chong                               |
| Epitaph       | 2001       | Metropolis Records | Produtor e Diretor: Bill Morrison                                                     |